# (540) Rosamunde
(540) Rosamunde ist ein Asteroid des Hauptgürtels, der am 3. August 1904 vom deutschen Astronomen Max Wolf in Heidelberg entdeckt wurde. 
Der Asteroid ist nach der Titelfigur des Schauspiels Rosamunde von Helmina von Chézy mit der Bühnenmusik von Franz Schubert benannt.